# Druivenkoers 2018
La Druivenkoers 2018, cinquantottesima edizione della corsa, valida come evento di classe 1.1 dell'UCI Europe Tour 2018, si svolse il 29 agosto 2018 su un percorso di 196,4 km. Fu vinta dal belga Xandro Meurisse, che terminò la gara in 4h54'25" alla media di 40,02 km/h.
Furono 52 i ciclisti in totale che completarono la gara.

## Squadre partecipanti
| N.      | Cod. | Squadra                        |
| ------- | ---- | ------------------------------ |
| 1-7     | WGG  | Wanty-Groupe Gobert            |
| 11-17   | SVB  | Sport Vlaanderen-Baloise       |
| 21-27   | VWC  | Veranda's Willems-Crelan       |
| 31-37   | WVA  | WB Aqua Protect Veranclassic   |
| 41-47   | RNL  | Roompot-Nederlandse Loterij    |
| 51-57   | VCC  | Vital Concept Cycling Club     |
| 61-67   | ICA  | Israel Cycling Academy         |
| 71-77   | AAS  | AGO-Aqua Service               |
| 81-87   | CIB  | Cibel-Cebon                    |
| 91-97   | PCW  | T.Palm-Pôle Continental Wallon |
| 101-107 | TIS  | Tarteletto-Isorex              |
| 111-117 | BEA  | Beat Cycling Club              |

| N.      | Cod. | Squadra                      |
| ------- | ---- | ---------------------------- |
| 121-127 | DCR  | Delta Cycling Rotterdam      |
| 131-137 | MCT  | Monkey Town Continental Team |
| 141-147 | VLA  | Vlasman Cycling Team         |
| 151-157 | CCD  | Differdange-Losch            |
| 161-167 | RLM  | Roubaix Lille Métropole      |
| 171-177 | WGN  | Team Wiggins                 |
| 181-187 | VOL  | Team Vorarlberg Santic       |
| 191-197 | TJI  | Joker Icopal                 |
| 201-207 | TCO  | Team Coop                    |
| 211-216 | LCT  | Lviv Cycling Team            |
| 221-227 | SNE  | Sovac-Natura4Ever            |
| 231-236 | STG  | Start-Gusto                  |

## Ordine d'arrivo (Top 10)
| Pos. | Corridore           | Squadra        | Tempo    |
| ---- | ------------------- | -------------- | -------- |
| 1    | Xandro Meurisse     | Wanty          | 4h39'49" |
| 2    | Oscar Riesebeek     | Roompot        | a 2"     |
| 3    | Jimmy Janssens      | Cibel–Cebon    | a 11"    |
| 4    | Floris Gerts        | Roompot        | a 25"    |
| 5    | Taco Van der Hoorn  | Roompot        | a 34"    |
| 6    | Justin Jules        | WB Aqua Prot.  | s.t.     |
| 7    | Sjoerd Van Ginneken | Roompot        | s.t.     |
| 8    | Jeroen Meijers      | Roompot        | s.t.     |
| 9    | Mathias Van Gompel  | Sp. Vlaanderen | s.t.     |
| 10   | Dimitri Peyskens    | WB Aqua Prot.  | s.t.     |